# الکس داونی
الکس داونی (انگلیسی: Alex Downie (footballer)؛ ۱۸۷۶ – دسامبر ۱۹۵۳ (۷۶−۷۷ سال)) یک بازیکن فوتبال اهل اسکاتلند بود. 
از باشگاه‌هایی که در آن بازی کرده‌است می‌توان به باشگاه فوتبال سوئیندون تاون، باشگاه فوتبال بریستول سیتی، باشگاه فوتبال کرو آلکساندرا، باشگاه فوتبال اولدهام اتلتیک، و باشگاه فوتبال منچستر یونایتد اشاره کرد.